# 티베트 축구 국가대표팀
티베트 축구 국가대표팀은 국제적으로 공인된 팀은 아니며 국외로 추방된 티베트인이 설립한 티베트 망명 정부를 대표하는 팀으로 이 팀을 관리하는 티베트 축구 연맹의 목표는 공식적인 지위를 얻는 것이다. 티베트는 국제 축구 연맹과 아시아 축구 연맹의 회원이 아니기 때문에 FIFA 월드컵과 AFC 아시안컵에는 참가할 수 없으며 독립 축구 협회 연맹에서 주관하는 대회에만 참가할 수 있다.

## 국제 대회 경력

### ELF컵
ELF컵 B조에서 FIFI 와일드컵 우승국 북키프로스, 2006년 AFC 챌린지컵 챔피언 타지키스탄, 이 대회 준우승국인 크림 자치 공화국을 상대로 단 1골도 넣지 못하고 3전 전패·14실점이라는 처참한 성적에 그치며 조별리그에서 탈락했다.

### FIFI 와일드컵
이 대회 A조에서 독일 2부 리그의 FC 장크트파울리, 현 UEFA 회원국인 지브롤터를 상대로 역시 단 1골도 넣지 못하고 12골을 헌납하며 2전 전패로 조별리그 탈락의 쓴 맛을 봤다.

### CONIFA 월드 풋볼컵
2018년 대회에 와일드카드 자격으로 출전하여 카르파탈리야, 북키프로스, 압하지야와 함께 B조에 편성되었으나 조별리그 3경기에서 3전 전패를 당하며 순위결정전으로 밀려났고 순위 결정전 1라운드에서 2014년 대회 준우승, 2015년 유러피언 풋볼컵 3위에 빛나는 엘런 배닌에 3-0 기권승을 거두며 세계 대회 첫 승을 올리긴 했지만 이후 벌어진 순위결정전 2라운드에서는 카빌리야에 1-8로 대패했고 3라운드에서는 재일 조선인팀과 1-1로 비긴 후 승부차기까지 가는 혈전을 벌였으나 1-4로 패하며 최종 12위로 대회를 마쳤다.

## 국제 경기
| 일자             | 장소        |        | 상대             | 결과   | 대회          |
| ---------------- | ----------- | ------ | ---------------- | ------ | ------------- |
| 2007년 11월 2일  | 인도 시킴   | 티베트 | 부탄             | 0 - 3  |               |
| 2007년 8월 4일   | 인도 뉴델리 | 티베트 | 델리 XI          | 6 - 0  |               |
| 2006년 11월 21일 | 북키프로스  | 티베트 | 북키프로스       | 0 - 10 | ELF 컵        |
| 2006년 11월 20일 | 북키프로스  | 티베트 | 크림 공화국      | 0 - 1  | ELF 컵        |
| 2006년 11월 19일 | 북키프로스  | 티베트 | 타지키스탄       | 0 - 3  | ELF 컵        |
| 2006년 5월 31일  | 독일        | 티베트 | 지브롤터         | 0 - 5  | FIFI 와일드컵 |
| 2006년 5월 30일  | 독일        | 티베트 | FC 상크트 파울리 | 0 - 7  | FIFI 와일드컵 |
| 2003년 10월 10일 | 인도 시킴   | 티베트 | 시킴             | 1 - 2  |               |
| 2001년 7월 14일  | 독일        | 티베트 | 모나코           | 1 - 2  |               |
| 2001년 6월 30일  | 덴마크      | 티베트 | 그린란드         | 1 - 4  |               |